# Ral·li Dakar 2015
L'edició de 2015 del Ral·li Dakar fou la 36a d'aquesta prova, organitzada per l'Amaury Sport Organisation. Fou el setè any consecutiu que l'esdeveniment tingué lloc a Amèrica del Sud. Començà el 4 de gener a Buenos Aires, passà per l'Argentina, Bolívia i Xile i acabà de nou a Buenos Aires, el 17 de gener, després de 13 etapes de competició.

## Participants
Hi participen un total de 406 vehicles: 161 motos, 45 quads, 137 cotxes i 63 camions.
Cyril Despres, quíntuple guanyador del ral·li en categoria moto fa el seu debut a la categoria auto; categoria en la qual cinc antics guanyadors de la competició participen: Stéphane Peterhansel, Giniel de Villiers, Carlos Sainz, Nasser Al-Attiyah i Nani Roma.

## Etapes
Les etapes de l'edició del 2015 del Ral·li Dakar foren les següents:
| Etapa | Data        | Des de                         | Fins a                         |
| ----- | ----------- | ------------------------------ | ------------------------------ |
| 1     | 4 de gener  | Buenos Aires                   | Villa Carlos Paz               |
| 2     | 5 de gener  | Villa Carlos Paz               | San Juan                       |
| 3     | 6 de gener  | San Juan                       | Chilecito                      |
| 4     | 7 de gener  | Chilecito                      | Copiapó                        |
| 5     | 8 de gener  | Copiapó                        | Antofagasta                    |
| 6     | 9 de gener  | Antofagasta                    | Iquique                        |
|       | 10 de gener | Dia de descans a Iquique (A&C) | Dia de descans a Iquique (A&C) |
| 7     | 10 de gener | Iquique                        | Uyuni (M&Q)                    |
| 7     | 11 de gener | Iquique                        | Uyuni (A&C)                    |
| 8     | 11 de gener | Uyuni (M&Q)                    | Iquique                        |
| 8     | 12 de gener | Uyuni (A&Q)                    | Iquique                        |
|       | 12 de gener | Dia de descans a Iquique (M&Q) |                                |
| 9     | 13 de gener | Iquique                        | Calama                         |
| 10    | 14 de gener | Calama                         | Salta                          |
| 11    | 15 de gener | Salta                          | Termas de Río Hondo            |
| 12    | 16 de gener | Termas de Río Hondo            | Rosario                        |
| 13    | 17 de gener | Rosario                        | Buenos Aires                   |

Llegenda: M: Motocicletes; Q: Quads; A: Automòbils; C: Camions.